# Parogovia gabonica
Espèce
Synonymes
- Metagovea gabonica Juberthie, 1969

Parogovia gabonica est une espèce d'opilions cyphophthalmes de la famille des Neogoveidae.

## Distribution
Cette espèce est endémique de la province d'Ogooué-Ivindo au Gabon. Elle se rencontre vers Bélinga et Makokou.

## Description
Le mâle décrit par Legg en 1990 mesure 1,76 mm et la femelle 1,88 mm.

## Systématique et taxinomie
Cette espèce a été décrite sous le protonyme Metagovea gabonica par Juberthie en 1969. Elle est placée dans le genre Parogovia par Legg en 1990.

## Étymologie
Son nom d'espèce lui a été donné en référence au lieu de sa découverte, le Gabon.

## Publication originale
- Juberthie, 1969 : « Sur les opilions cyphophthalmes Stylocellinae du Gabon. » Biologia gabonica, vol. 5, no 2, p. 79–92.